# الکترو (ربات)

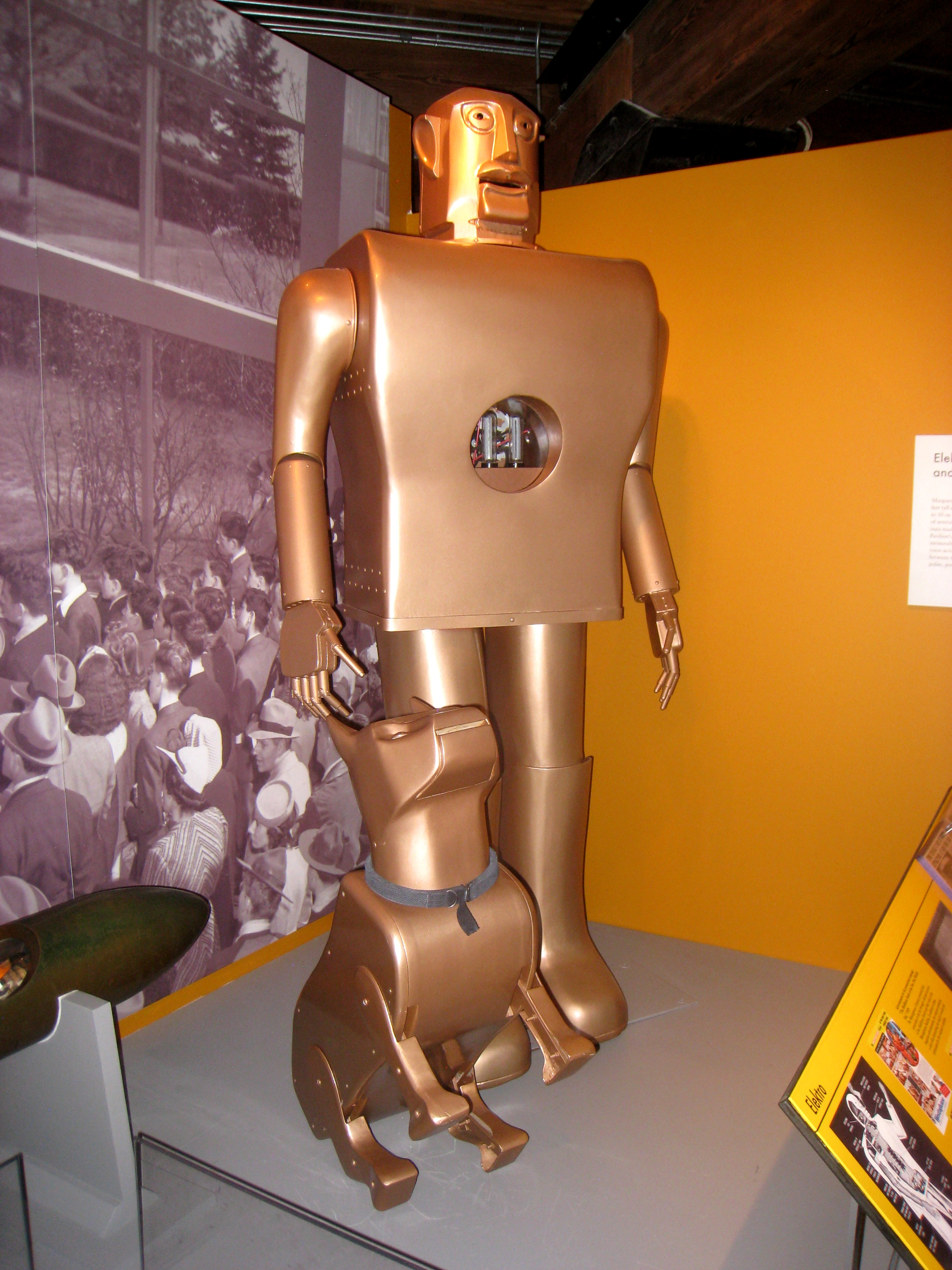
مرد شعاری و سگ کوچکش اسپارکو؛ نسخه‌های عینی الکترو

الکترو (انگلیسی: Elektro) رباتی است که بین سال‌های ۱۹۳۷ و ۱۹۳۸ توسط شرکت وستینگهاوس الکتریک در تأسیسات این شرکت در منسفیلد، اوهایو، ساخته شد. این ربات دارای ۲٫۱ متر (۷ فوت) قد و ۱۲۰ کیلوگرم (۲۶۵ پوند) وزن بود، از نظر ظاهری انسان‌نما بود و می‌توانست با فرمان صوتی راه برود، حدود ۷۰۰ کلمه صحبت کند (با استفاده از دستگاه پخش ۷۸ دور بر دقیقه‌ای)، سیگار بکشد، بادکنک‌ها را منفجر کند و سر و دست‌هایش را حرکت دهد. بدنهٔ الکترو از یک چرخ‌دندهٔ فولادی، بادامک و اسکلت موتوری تشکیل شده بود که توسط یک پوستهٔ آلومینیومی پوشانده شده بود. «چشم‌های» فوتوالکتریک او می‌توانستند نور قرمز و سبز را تشخیص دهند. او در نمایشگاه جهانی نیویورک در سال ۱۹۳۹ حضور داشت و در سال ۱۹۴۰ نیز به‌همراه «اسپارکو»، سگ رباتیکی که می‌توانست پارس کند، بنشیند و به انسان التماس کند، دوباره در آن نمایشگاه ظاهر شد.
چند دقیقه فیلم صدادار رنگی از الکترو در حال کار کردن را می‌توان در دقیقهٔ ۳۳:۵۵ از فیلم «خانواده میدلتون در نمایشگاه جهانی نیویورک» مشاهده کرد. این فیلم یک‌ساعته که توسط وستینگهاوس ساخته شده بود، غرفهٔ وستینگهاوس در نمایشگاه را به تصویر می‌کشید.

## تاریخچه
الکترو در سال ۱۹۵۰ در برنامه‌های تبلیغاتی وستینگهاوس به آمریکای شمالی سفر کرد و در اواخر دههٔ ۱۹۵۰ و اوایل دههٔ ۱۹۶۰ در پارک اقیانوس آرام در ونیز، کالیفرنیا نیز به نمایش درآمد. او همچنین در نقش «تینکو» در فیلم بچه‌گربه‌های سکسی به کالج می‌روند (۱۹۶۰) نیز ظاهر شد. در دههٔ ۱۹۶۰، سر او به هارولد گورسوچ، مهندس بازنشستهٔ وستینگهاوس، داده شد.
الکترو و اسپارکو هر دو به‌عنوان شخصیت‌های فرعی در رمان «آقای اتم» (۱۹۶۹) اثر تئودور پرت حضور داشته‌اند. این دو در تلاش برای اعتصاب و سرنگونی انسان‌ها به ماشین‌های دیگر می‌پیوندند.
الکترو در حال حاضر تحت مالکیت موزه یادبود منسفیلد قرار دارد. در سال ۲۰۱۳، یک ماکت از این ربات در موزهٔ هنری فورد در دیربورن، میشیگان به نمایش گذاشته شد.
از سرنوشت اسپارکو اطلاعاتی در دست نیست.